# Cranves-Sales
Cranves-Sales est une commune française située dans le département de la Haute-Savoie, en région Auvergne-Rhône-Alpes. Elle fait partie de l'agglomération du Grand Genève.

## Géographie

### Localisation
Le territoire de la commune de Cranves-Sales est situé dans le sud-est de la France, dans la partie nord-est du département de la Haute-Savoie, sur le versant occidental du massif des Voirons. Elle est limitée par les torrents de la Chandouze, affluent du Foron de Gaillard, au nord, et de la Menoge, dans sa partie sud. La commune recouvre une superficie de 1 362 ha.
Cranves-Sales fait partie de la grande agglomération transfrontalière d'Annemasse-Genève dont elle bénéficie des infrastructures de transports et des équipements notamment hospitaliers ou scolaires.

### Communes limitrophes
| Juvigny, Ville-la-Grand    | Saint-Cergues | Boëge, Saint-André-de-Boëge |
| Annemasse, Vétraz-Monthoux | Cranves-Sales | Lucinges                    |
| Arthaz-Pont-Notre-Dame     |               | Bonne                       |

### Villages et hameaux
L'ancienne commune de Cranves est situé dans la partie nord du territoire, tandis que Sales se trouve dans la partie sud.
Les hameaux Rosse, Borly, Montagny et La Bergue sont installés en bas du versant, Lossy, Martigny et Armiaz se trouvent au-dessus.

## Urbanisme

### Typologie
Au 1er janvier 2024, Cranves-Sales est catégorisée ceinture urbaine, selon la nouvelle grille communale de densité à sept niveaux définie par l'Insee en 2022.
Elle appartient à l'unité urbaine de Genève (SUI)-Annemasse (partie française), une agglomération internationale regroupant 34  communes, dont elle est une commune de la banlieue,,. Par ailleurs la commune fait partie de l'aire d'attraction de Genève - Annemasse (partie française), dont elle est une commune de la couronne,. Cette aire, qui regroupe 158 communes, est catégorisée dans les aires de 700 000 habitants ou plus (hors Paris),.

### Occupation des sols
L'occupation des sols de la commune, telle qu'elle ressort de la base de données européenne d’occupation biophysique des sols Corine Land Cover (CLC), est marquée par l'importance des territoires agricoles (39,8 % en 2018), en diminution par rapport à 1990 (47,6 %). La répartition détaillée en 2018 est la suivante : 
zones urbanisées (27,7 %), forêts (25,2 %), terres arables (21,9 %), zones agricoles hétérogènes (10,5 %), prairies (7,3 %), zones industrielles ou commerciales et réseaux de communication (2,7 %), milieux à végétation arbustive et/ou herbacée (2,7 %), zones humides intérieures (1,9 %).
L'IGN met par ailleurs à disposition un outil en ligne permettant de comparer l’évolution dans le temps de l’occupation des sols de la commune (ou de territoires à des échelles différentes). Plusieurs époques sont accessibles sous forme de cartes ou photos aériennes : la carte de Cassini (XVIIIe siècle), la carte d'état-major (1820-1866) et la période actuelle (1950 à aujourd'hui).

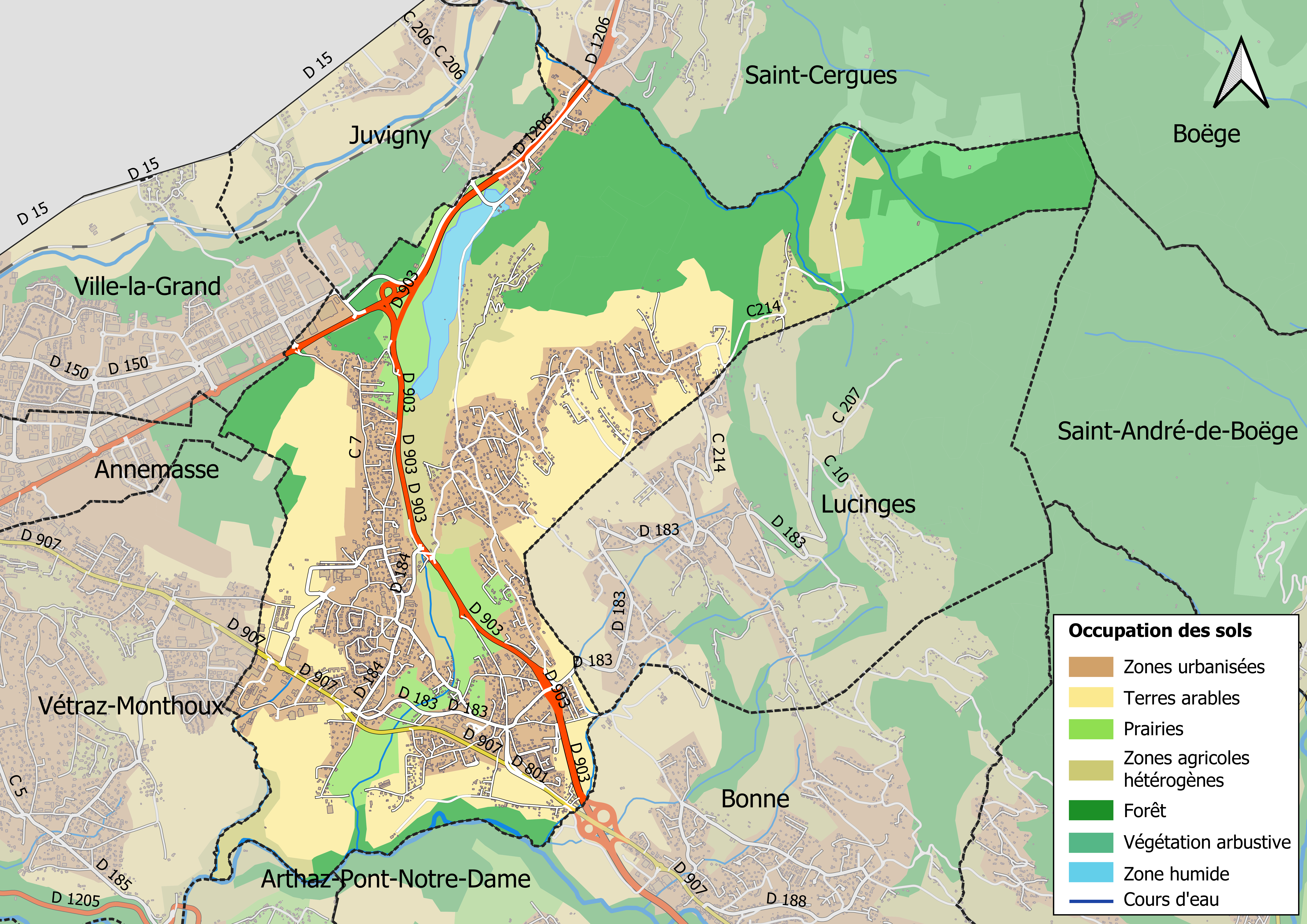
Carte des infrastructures et de l'occupation des sols en 2018 (CLC) de la commune.
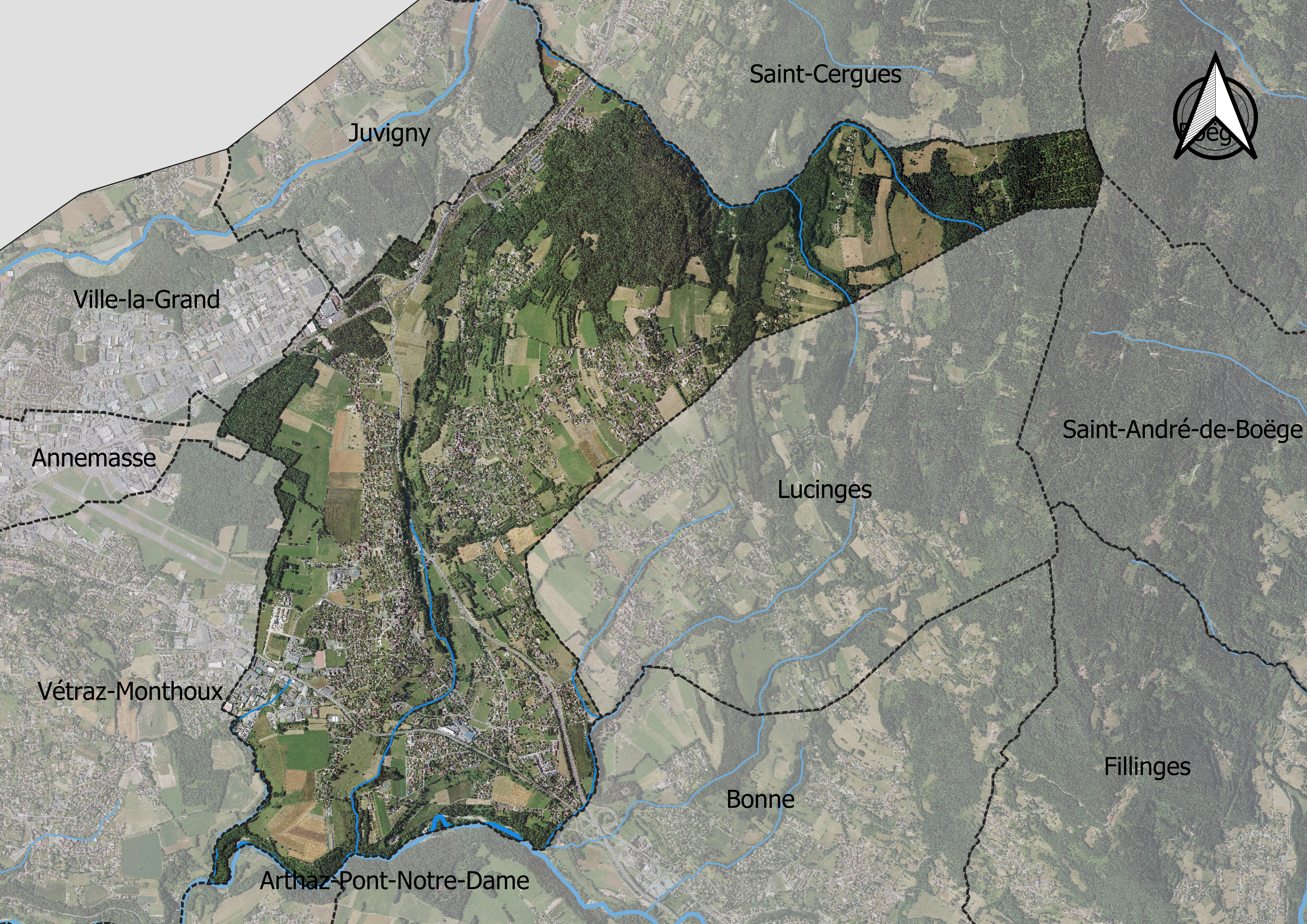
Carte orthophotogrammétrique de la commune.

## Toponymie
Le toponyme Cranves-Sales est composé du nom des deux anciennes paroisses, qui ont fusionné en 1801. Cranves est mentionné dans un acte vers l'an mil, in dominationis villis Cranavis,. La forme Cranves apparait dans un document de 1339, tandis que Sales est attestée vers 1344.
L'origine du toponyme Cranves aurait, pour certains auteurs — Georges-Richard Wipf (1982), repris par Gilbert Künzi (1997) — pour origine un domaine gallo-romaine, *villa Cranava, composé de *caran désignant un « chêne » et ava pour l'élément « eau ». Toutefois, Henry Suter souligne une interprétation très probablement douteuse. La Revue savoisienne donne une origine celtique ou ligure pour Cranava.
Le toponyme Sales désigne une résidence seigneuriale, sans fortification, dérivant de salla.
La plupart des toponymes des hameaux possèderaient une origine gallo-romaine.
En francoprovençal ou arpitan savoyard, le nom de la commune s'écrit Cranges et se prononce [krɑ̃.ðə] (retranscrit selon la norme API) et « Kranzhe » (transcrit selon la graphie semi-phonétique de Conflans).

## Histoire
Ancienne présence d'un dolmen, peut-être deux, de l'époque mégalithique, présent encore au XIXe siècle, mais depuis disparu, rapporté par l'historien Louis Revon (1833-1884), Conservateur du musée municipal d'Annecy. Le dolmen de Cranves a été découvert, en 1864, lors de travaux effectués dans des vignes par un cultivateur qui l'a endommagé. Des fouilles ont permis de mettre au jour un tas d'ossements, des fragments de poteries,. Charles Marteaux (1861-1956) de l'Académie florimontane localise le site dans un triangle composé du chef-lieu, et des hameaux situés au sud de Cranves, du Borly et de La Bergue,.
L'enquête Delphinale de 1339 précise que le seigneur n'exerce sa juridiction que sur une partie des feux : « trente-huit feux sont aux enfants et héritiers du seigneur François, chevalier de Lucinges sur lequel il a omnimode juridiction jusqu'aux peines de sang ».
La paroisse de Sales est dédiée aux saints Ferréol Forruce,. Elle est unie à la paroisse de Cranves de 1604 à 1618, dédiée elle à saint Jean-Baptiste,. En 1803, elles sont à nouveau réunies.
Entre 1780 et 1837, Cranves-Sales fait partie de la province de Carouge, division administrative des États de Savoie.
Lors des débats sur l'avenir du duché de Savoie, en 1860, la population est sensible à l'idée d'une union de la partie nord du duché à la Suisse. Une pétition circule dans cette partie du pays (Chablais, Faucigny, Nord du Genevois) et réunit plus de 13 600 signatures, dont 31 pour la commune. Le duché est réuni à la suite d'un plébiscite organisé les 22 et 23 avril 1860 où 99,8 % des Savoyards répondent « oui » à la question « La Savoie veut-elle être réunie à la France ? ».
Le hameau de Rosses (Rosse) est détachée de la commune de Vétraz-Monthoux pour être unis à la commune, par décret du 29 janvier 1868.
Une communauté Emmaüs s'est établie en 1988.

## Politique et administration

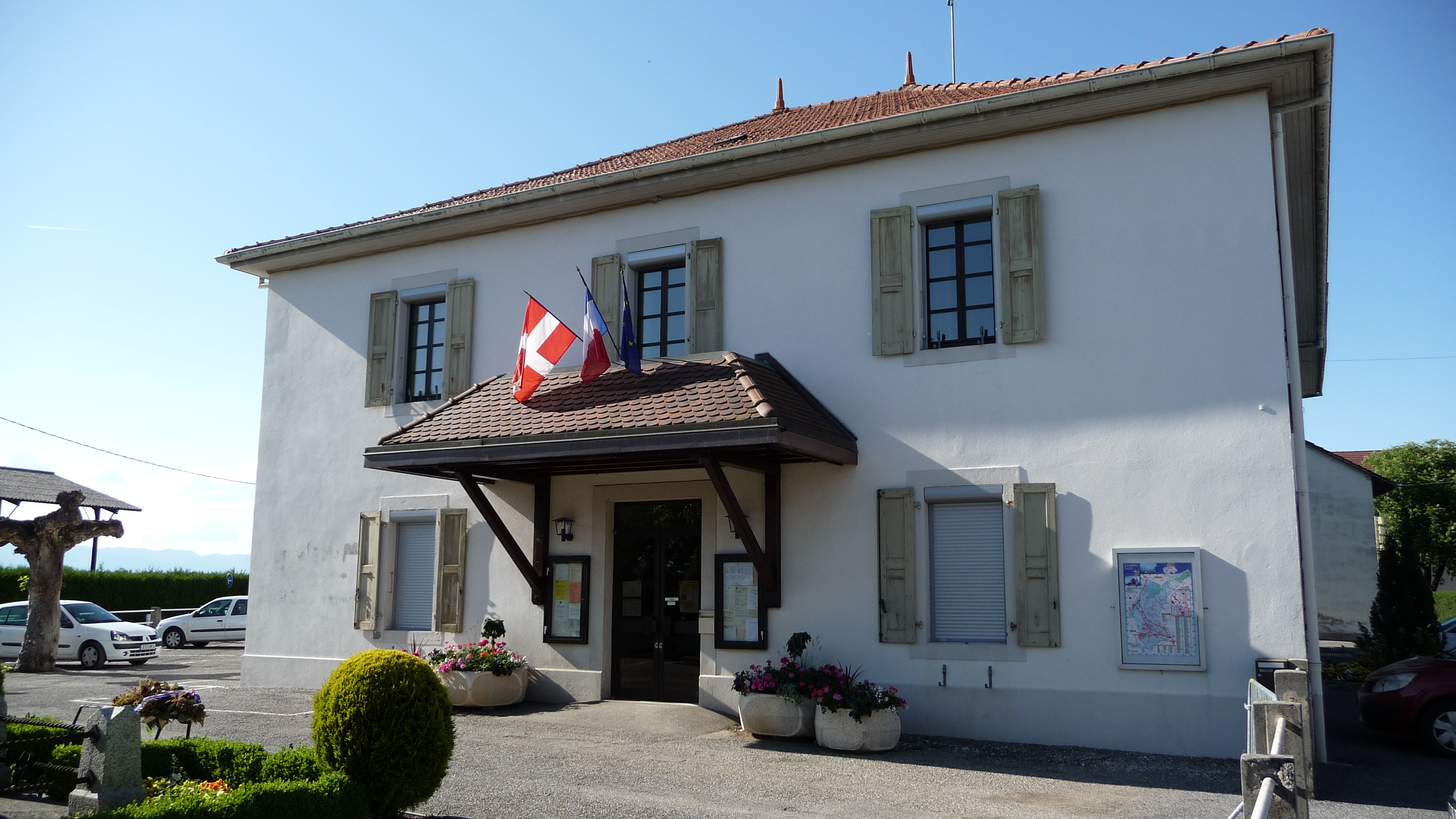
La mairie de Cranves-Sales.

### Administration territoriale
La commune est rattachée administrativement à l’arrondissement de Saint-Julien-en-Genevois. Elle fait partie du canton d'Annemasse-Nord jusqu'à sa suppression en 2015 et depuis cette date de celui de Gaillard. Enfin, elle est rattachée à la quatrième circonscription de la Haute-Savoie.

### Administration municipale
Le nombre d'habitants au dernier recensement étant compris entre 5 000 et 9 999, le nombre de membres du conseil municipal est de vingt-neuf.

### Liste des maires
| Période                                  | Période                   | Identité                  | Étiquette | Qualité |
| ---------------------------------------- | ------------------------- | ------------------------- | --------- | --- |
| mars 1971                                | mars 2001                 | Louis Briffod (1930-2007) |           | Dirigeant d'entreprise de charpente, maire honoraire (2001) Chevalier des Palmes académiques (2004)                                            |
| mars 2001                                | mars 2008                 | Denis Thomas              | DVD       | |
| mars 2008                                | En cours (au 27 mai 2020) | Bernard Boccard           | UMP-LR    | Chef d'entreprise Conseiller départemental du canton de Gaillard (2015 → ) 7e vice-président de Annemasse Agglo Réélu pour le mandat 2020-2026 |
| Les données manquantes sont à compléter. |                           |                           |           | |

### Intercommunalité
La commune fait partie d'Annemasse - Les Voirons Agglomération.

## Population et société
Les habitants de la commune sont appelés les Cranves-Saliens.
L'évolution du nombre d'habitants est connue à travers les recensements de la population effectués dans la commune depuis 1793. Pour les communes de moins de 10 000 habitants, une enquête de recensement portant sur toute la population est réalisée tous les cinq ans, les populations de référence des années intermédiaires étant quant à elles estimées par interpolation ou extrapolation. Pour la commune, le premier recensement exhaustif entrant dans le cadre du nouveau dispositif a été réalisé en 2008.

En 2022, la commune comptait 7 476 habitants, en évolution de +11,83 % par rapport à 2016 (Haute-Savoie : +6,01 %, France hors Mayotte : +2,11 %).
| 1793 | 1800 | 1806 | 1822 | 1838  | 1848  | 1858  | 1861  | 1866  |
| ---- | ---- | ---- | ---- | ----- | ----- | ----- | ----- | ----- |
| 536  | 693  | 713  | 765  | 1 137 | 1 181 | 1 126 | 1 136 | 1 048 |

| 1872  | 1876  | 1881  | 1886  | 1891  | 1896  | 1901  | 1906  | 1911 |
| ----- | ----- | ----- | ----- | ----- | ----- | ----- | ----- | ---- |
| 1 079 | 1 075 | 1 089 | 1 107 | 1 177 | 1 017 | 1 079 | 1 015 | 950  |

| 1921 | 1926 | 1931 | 1936 | 1946 | 1954 | 1962  | 1968  | 1975  |
| ---- | ---- | ---- | ---- | ---- | ---- | ----- | ----- | ----- |
| 908  | 903  | 962  | 949  | 943  | 978  | 1 060 | 1 296 | 2 001 |

| 1982  | 1990  | 1999  | 2006  | 2008  | 2013  | 2018  | 2022  | - |
| ----- | ----- | ----- | ----- | ----- | ----- | ----- | ----- | - |
| 2 753 | 3 931 | 4 358 | 4 973 | 5 146 | 6 292 | 6 902 | 7 476 | - |

## Jumelages
Torella Dei Lombardi (Italie)

## Culture locale et patrimoine

### Lieux et monuments
- Square Torella-dei-Lombardi.
- L’église Saint-Jean-Baptiste, rénovée en 2007.
- Indice de présence d'un châtelet, dit Châtelard

### Héraldique
| Armes de Cranves-Sales | Les armes de Cranves-Sales se blasonnent ainsi : Écartelé : au premier de gueules à la croix d'argent, au deuxième d'azur à la montagne de deux monts pointus de sinople mouvant de la pointe, sommée sur le mont sénestre d'un sapin du mème, au troisième d'azur à la montagne de deux coupeaux de sinople adextrée d'un clocher d'argent ajouré de sable, sommé d'une flèche de tenné, le tout mouvant de la pointe, au quatrième palé d'or et de gueules ; sur le tout cinq points d'or équipolé à quatre d'azur. |

## Voir aussi

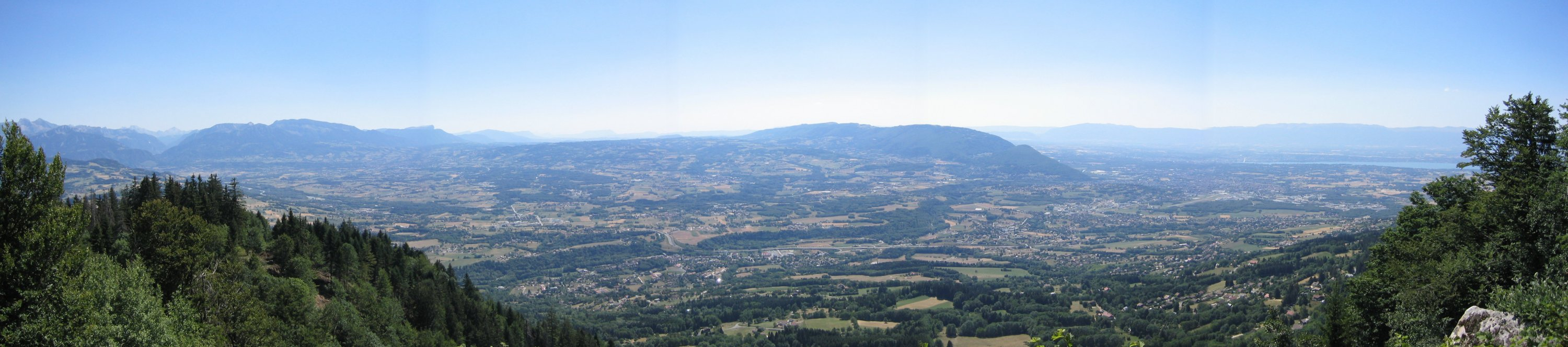
Panorama du Genevois.